# Мойра Орфей
Мойра Орфей (італ. Moira Orfei) (21 грудня 1931, Кодроїпо, Королівство Італія — 15 листопада 2015, Брешія, Італія) — італійська кіноакторка.

## Біографія
Народилася 21 грудня 1931 року в Кодроїпо, Італія в родині артистів цирку — клоуна Біголона (Рікардо Орфей) і циркової зірки Віолетти Алат. Справжнє ім'я — Міранда. Стала виступати на цирковій арені як наїзниця, акробатка, була гімнасткою на трапеції, дресирувальницею слонів, голубів. Відомий продюсер Діно Де Лаурентіс придумав псевдонім, створив образ Мойри Орфей — екстравагантної, ексцентричної дами з яскравим, грубуватим макіяжем, чалмою на голові. Величезний успіх Мойри Орфей-циркової акторки супроводжував і успіх Мойри Орфей-кіноакторки. Пік кінопопулярності припав на 60-ті роки. У 1960 році дебютувала відразу в декількох фільмах — «Яд гідри», «Під десятьма прапорами», «Урсус».   На великому екрані Мойра Орфей створювала комедійні, перебільшені, характерні емоційні образи, прикрашала фільми своєю участю. Серед найкращих акторських робіт — картина П'єтро Джермі «Пані та панове» (1966), стрічка «Казанова 70» (1965), комедії за участю великого коміка Тото — «Тото і Клеопатра» і «Тото проти чотирьох» (обидва — 1963), комедії «Чернець з Монци» (1964), Мірка в знаменитому фільмі за участю Вітторіо Ґассмана «Запах жінки» (1974, реж. Діно Різі). Після 1976 майже не знімалася в кіно. Воліла працювати на ТБ, брала участь в популярних італійських телешоу. Виконала характерну роль Глорії в комедіях Крістіана Де Сіки «Різдвяні канікули 90» (1990) і «Різдво в Індії» (2003). У 2002 році потрапила в автокатастрофу. У 2006 році перенесла інсульт.

## Фільмографія
| Рік  |   | Українська назва                                 | Оригінальна назва                                | Роль |
| ---- | - | ------------------------------------------------ | ------------------------------------------------ | ---- |
| 1960 | ф | The Loves of Hercules                            | The Loves of Hercules                            |      |
| 1960 | ф | Under Ten Flags                                  | Under Ten Flags                                  |      |
| 1960 | ф | Queen of the Pirates                             | Queen of the Pirates                             |      |
| 1961 | ф | Mole Men Against the Son of Hercules             | Mole Men Against the Son of Hercules             |      |
| 1961 | ф | Ursus                                            | Ursus                                            |      |
| 1962 | ф | Ursus in the Valley of the Lions                 | Ursus in the Valley of the Lions                 |      |
| 1962 | ф | Kerim                                            | Kerim                                            |      |
| 1963 | ф | Монах з Монци                                    | Il monaco di Monza                               |      |
| 1963 | ф | Zorro against Maciste - Fight the Invincible     | Zorro against Maciste — Fight the Invincible     |      |
| 1963 | ф | The Beast of Babylon Against the Son of Hercules | The Beast of Babylon Against the Son of Hercules |      |
| 1963 | ф | Toto vs the Four                                 | Toto vs the Four                                 |      |
| 1963 | ф | Toto and Cleopatra                               | Toto and Cleopatra                               |      |
| 1964 | ф | Samson and His Mighty Challenge                  | Samson and His Mighty Challenge                  |      |
| 1964 | ф | The Triumph of Hercules                          | The Triumph of Hercules                          |      |
| 1964 | ф | The Two Gladiators                               | The Two Gladiators                               |      |
| 1964 | ф | I due mafiosi                                    | I due mafiosi                                    |      |
| 1964 | ф | Revolt of the Praetorians                        | Revolt of the Praetorians                        |      |
| 1964 | ф | Terror of the Steppes                            | Terror of the Steppes                            |      |
| 1965 | ф | Пані та панове                                   | The Birds, the Bees and the Italians             |      |
| 1965 | ф | Casanova 70                                      | Casanova 70                                      |      |
| 1965 | ф | How We Got Into Trouble with the Army            | How We Got Into Trouble with the Army            |      |
| 1965 | ф | Fire Over Rome                                   | Fire Over Rome                                   |      |
| 1966 | ф | Due mafiosi contro Al Capone                     | Due mafiosi contro Al Capone                     |      |
| 1966 | ф | Two Sergeants of General Custer                  | Two Sergeants of General Custer                  |      |
| 1968 | ф | Straziami, ma di baci saziami                    | Straziami, ma di baci saziami                    |      |
| 1974 | ф | Запах жінки                                      | Scent of a Woman                                 |      |
| 1974 | ф | Paolo il freddo                                  | Paolo il freddo                                  |      |
| 1975 | ф | Dracula in the Provinces                         | Dracula in the Provinces                         |      |
| 1980 | ф | Arrivano i bersaglieri                           | Arrivano i bersaglieri                           |      |
| 1990 | ф | Vacanze di Natale '90                            | Vacanze di Natale '90                            |      |